# بييت بلوم
بييت بلوم (بالهولندية: Piet Blom)‏ هو مهندس معماري هولندي، ولد في 8 فبراير 1934 في أمستردام في هولندا، وتوفي في 8 يونيو 1999 في الدنمارك في مملكة الدنمارك.